# Gymnelema
Gymnelema é um gênero de mariposa pertencente à família Acrolophidae.